# Aleksander Brzozowski (architekt)

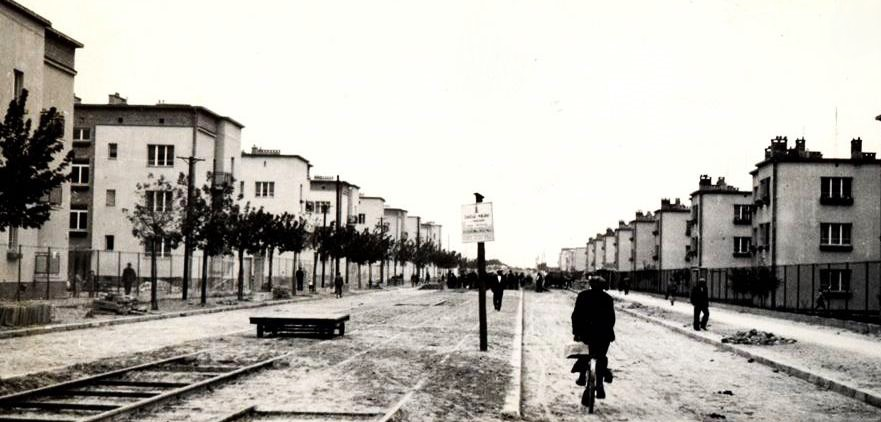
Osiedle TOR w Warszawie, ok. 1938

Aleksander Brzozowski (ur. 1906, zm. 1940 w KL Auschwitz) – polski architekt i urbanista.

## Życiorys
Ukończył studia na Wydziale Architektury Politechniki Warszawskiej (PW). W 1933 uzyskał dyplom inżyniera architekta. Pozostał na uczelni. W latach 1935–1937 był starszym asystentem w Katedrze Urbanistyki Wydziału Architektury PW. Ponadto pracował jako projektant w Towarzystwie Osiedli Robotniczych (TOR). 
Należał do Stowarzyszenia Architektów Rzeczypospolitej Polskiej (SARP). Był członkiem Oddziału Warszawskiego. W 1934 został wybrany do sekcji reformy pracy architektonicznej
Podczas okupacji niemieckiej Polski został aresztowany i odesłany z transportem więźniów do obozu koncentracyjnego Auschwitz. Zginął tam w 1940.

## Dokonania
- Osiedle TOR (Towarzystwo Osiedli Robotniczych) w Warszawie na Kole (1935–1937) – współautorzy: Roman Piotrowski (projektant generalny), Kazimierz Lichtenstein i Zdzisław Henryk Szulc[3]
- Przebudowa Fabryki Czekolady i Cukierków Jana Fruzińskiego w Warszawie przy ul. Chocimskiej 5 (1938–1939)